# Gerichtsbezirk Sankt Johann im Pongau
Der Gerichtsbezirk Sankt Johann im Pongau ist einer von sechs Gerichtsbezirken in Salzburg und ist deckungsgleich mit dem politischen Bezirk St. Johann im Pongau. Der übergeordnete Gerichtshof ist das Landesgericht Salzburg. Sitz ist in St. Johann im Pongau.

## Geschichte
Das Landgericht St. Johann im Pongau des Fürsterzbistums Salzburg wurde 1672 aus dem Gericht Pongau heraus begründet.
Schon 1854 kamen die Gerichte Goldegg/St. Veit samt Hofmark Goldegg und Großarl dazu.
Am 1. Jänner 2003 wurden die Gerichtsbezirke Gastein und Werfen aufgelöst und die Gemeinden wurden dem Gerichtsbezirk Sankt Johann im Pongau zugewiesen. Am 1. Jänner 2005 wurde der Gerichtsbezirk Radstadt (Ennspongau) aufgelöst und die Gemeinden dem Gerichtsbezirk Sankt Johann im Pongau zugewiesen, womit der Gerichtsbezirk den ganzen politischen Bezirk umfasst.

## Gemeinden

### Städte
- Bischofshofen (10.751 Ew.[2])
- Radstadt (5.042)
- St. Johann im Pongau (11.628)

### Marktgemeinden
- Altenmarkt im Pongau (4.708)
- Bad Hofgastein (6.703)
- Großarl (3.826)
- Sankt Veit im Pongau (3.940)
- Schwarzach im Pongau (3.556)
- Wagrain (3.175)
- Werfen (3.080)

### Gemeinden
- Bad Gastein (4.043)
- Dorfgastein (1.735)
- Eben im Pongau (2.651)
- Filzmoos (1.507)
- Flachau (3.056)
- Forstau (563)
- Goldegg im Pongau (2.692)
- Hüttau (1.486)
- Hüttschlag (893)
- Kleinarl (820)
- Mühlbach am Hochkönig (1.415)
- Pfarrwerfen (2.563)
- St. Martin am Tennengebirge (1.781)
- Untertauern (461)
- Werfenweng (1.119)